# Jaworowa (Rudawy Janowickie)
Jaworowa (niem. Lauschberg) – szczyt w Rudawach Janowickich o wysokości 760 m n.p.m.
Jaworowa znajduje się w południowo-wschodniej części Rudaw Janowickich. Leży w ramieniu odchodzącym od głównego grzbietu w kierunku wschodnim. Od zachodu znajduje się Bukowa, natomiast od wschodu Szarak, kończący to ramię.
Jaworowa ma kształt wydłużonego grzbietu o rozciągłości WSW-ENE. Odchodzi od niej ku południowi krótkie, boczne ramię, zakończone Krowią nad Szarocinem. Na południowym wschodzie masyw Jaworowej łączy się z niewysokim grzbietem z Banią, należącym już do Bramy Lubawskiej. Na północ od Jaworowej ciągnie się dolina Żywicy, w której znajduje się wieś Czarnów, zaś na południe dolina Świdnika z Szarocinem.
Jaworowa zbudowana jest ze skał osadowych zachodniego skrzydła niecki śródsudeckiej. Są to dolnokarbońskie (kulmowe) piaskowce i zlepieńce. Zlepieńce i szarogłazy tworzą na grzbiecie i zboczach grzędy i skałki, m.in. Przednia Skalica.
Zbocza góry porastają lasy świerkowe z domieszką sosny, buka i brzozy.
Jaworowa znajduje się na obszarze Rudawskiego Parku Krajobrazowego.

## Szlaki turystyczne
Północnym zboczem Jaworowej przechodzi szlak turystyczny:
- niebieski – Skalnik – Czarnów – Rozdroże pod Bobrzakiem – Wilkowyja – Pisarzowice – Kamienna Góra (Europejski Szlak E3)